# Bill Farmer
William Farmer (Pratt, 14 novembre 1952) è un doppiatore statunitense.
Dal 1986 è il doppiatore ufficiale di Pippo e, dal 1990, anche di Pluto.
Dal settembre 2009 insieme al collega Tony Anselmo, voce di Paperino, è una Disney Legend (la Hall of Fame della Disney).

## Doppiaggio
- Pippo in Il principe e il povero, Raw Toonage, Ecco Pippo!, In viaggio con Pippo, Topolino e la magia del Natale, Mickey Mouse Works, Estremamente Pippo, House of Mouse - Il Topoclub, Il bianco Natale di Topolino - È festa in casa Disney, Topolino & i cattivi Disney, Topolino strepitoso Natale!, Topolino, Paperino, Pippo: I tre moschettieri, La casa di Topolino, Topolino, Topolino e gli amici del rally
- Pluto in Il principe e il povero, Topolino e la magia del Natale, Mickey Mouse Works, House of Mouse - Il Topoclub, Il bianco Natale di Topolino - È festa in casa Disney, Topolino strepitoso Natale!, La casa di Topolino, Topolino, Topolino e gli amici del rally
- Orazio Cavezza in Il principe e il povero, Mickey Mouse Works, House of Mouse - Il Topoclub, Topolino e gli amici del rally (ep. 1x5, 2x17)
- Puzza in Casper - Un fantasmagorico inizio
- Ciccia in Casper e Wendy - Una magica amicizia
- Silvestro, Yosemite Sam e Foghorn Leghorn in Space Jam
- Voci addizionali ne La bella e la bestia
- Pisolo (dal 1994)
- Annunciatore monotono in Toy Story - Il mondo dei giocattoli
- Voci addizionali ne Il gobbo di Notre Dame
- Costruttore #1 in Hercules
- Formica maschio #3 in A Bug's Life - Megaminimondo
- Soldato #1 ne Il gigante di ferro
- Uomo #1 in Toy Story 2 - Woody e Buzz alla riscossa
- Fotografo in Monsters & Co.
- Eric in Koda, fratello orso
- Donkey in Mucche alla riscossa
- Al nel doppiaggio inglese di Ergo Proxy
- Alce ne L'era glaciale 2 - Il disgelo
- Winford Bradford Rutherford, Lee Revkins e Ryan Shields in Cars - Motori ruggenti
- Dotto e Sir Abbaio in I 7N
- Gimmi il porcellino in Mickey Mouse Works, Il bianco Natale di Topolino - È festa in casa Disney, Topolino (ep.3x10)
- Nonna di Pippo in Topolino (ep.2x6)
- Regina in Topolino (ep.3x2)
- Sindaco McBeagle, signor Bigby in Topolino e gli amici del rally
- Signor McBilly in Topolino e gli amici del rally (ep.1x13, 1x26)

### Videogiochi
- Lou e Rottweiler ne La gang del bosco
- Sam in Sam & Max Hit the Road
- Pippo in Kingdom Hearts
- Makoto Date in Yakuza